# Улица Лётчика Паршина
У́лица Лётчика Па́ршина — улица в Приморском районе Санкт-Петербурга, проходит от улицы Академика Харитона до Парашютной улицы.

## История
В 2013—2014 годах западная часть Заповедной улицы была соединена проездом с Парашютной улицей, а 12 августа 2014 года северный луч Заповедной улицы разделили на четыре улицы: Заповедную (до Орлово-Денисовского проспекта), Орлово-Денисовский проспект (от Заповедной до улицы Академика Харитона), улицу Академика Харитона и улицу Лётчика Паршина. Названа в честь Георгия Паршина, дважды Героя Советского Союза.

## Здания и сооружения
- дом 3 (экономическая зона «Новоорловская») — АО «Инновационный Центр «Буревестник», предприятие группы компаний «Алроса».

## Транспорт
По улице Лётчика Паршина проходят автобусные маршруты № 38, 135, 171, 180.

## Пересечения
- улица Академика Харитона
- Парашютная улица